# 渡辺金三郎
渡辺 金三郎（わたなべ きんざぶろう、 ？ - 文久2年9月23日（1862年10月14日））は、江戸幕府の幕臣。京都西町奉行所の与力で、幕末の安政の大獄に関わり、のちに暗殺された。

## 長野主膳との繋がり
渡辺は、井伊直弼の腹心・長野主膳と繋がりがあり、長野の京都での活動に手を貸し、様々な情報を供与していた。
敦賀と琵琶湖の間に運河を開設する計画（琵琶湖運河#安政 – 文久参照）が持ち上がった時、安政3年12月14日に長野に書簡でこれを知らせたのが渡辺だった。この書中で、長野が先ごろ渡辺の私宅を訪問したことについて礼を述べていることから、それ以前からすでに両者には交流があったと考えられている。
水戸藩に勅諚が下されたこと（戊午の密勅）や、江戸の彦根藩邸に何者かが斬り込んだという話を長野に知らせたのも渡辺だった。

### 安政の大獄
安政の大獄において、東西両京都町奉行と連携して多くの人物を捕らえさせた長野に、渡辺も協力した。渡辺から長野に渡された志士たちの探査報告書は多数にのぼった。
梅田雲浜捕縛のため上京した長野は、安政5年9月7日朝に渡辺邸に着くと、翌8日夜には伏見奉行所による雲浜捕縛の運びとなった。
鵜飼吉左衛門・鵜飼幸吉父子が安島帯刀や日下部伊三治に送った密書に、除奸計画や西郷隆盛による彦根城襲撃の計画などが書かれていたことを知った長野は渡辺にこれを伝え、それを受けて大坂や伏見、その他間道の探索や、船への乗り込み調査がなされ、さらに西国筋に隠密も放たれた。西郷は後に僧・月照とともに入水したが、それを長野に伝えたのも渡辺だった。
小松寺の僧・麟孝の捜索の際に和州路や江州路、丹州路から大坂まで捜索網を手配したことも渡辺は長野に告げている。
宿泊していた宿屋に脅迫文が投げ込まれ、身の危険を感じた長野は、渡辺の上司である京都西町奉行小笠原長常とは夜中に会うこととし、宿には戻らず渡辺の家に泊まることもあった

## 暗殺
桜田門外の変で大老・井伊直弼が暗殺された後、大獄でいわゆる「志士」の捕縛に関わった者が何人も殺害されたことを受け、渡辺たち大獄に協力した京都町奉行所の役人は「御用召し」の名目で転勤することになった。
渡辺は、西町奉行所同心・上田助之丞、東町奉行所同心・森孫六、大河原十蔵らとともに江戸に向かったが、これを察知した武市半平太により刺客たちが送り込まれた。文久2年9月23日、江州の石部宿（現・滋賀県湖南市）で20数名の刺客集団に襲撃を受け、渡辺は上田・森・大河原とともに殺害され、同行していた渡辺の息子や上田の家来も負傷した。
殺害後、渡辺たちは切断された首を京都の粟田口にさらされた。渡辺の首は「横ビンよりはすにかけ二寸五分程の深さに切込み、疵壱ヶ所柘榴のごとく口明き、いかにもいやらしき事にござ候」という有様だった。

## 死後
多くの人を捕えたことで恨みを買った渡辺は、その後も暗殺事件の実行犯たちにその名を言及された。文久2年11月16日に多田帯刀が暗殺された際、多田の首がさらされた場所にあった罪状書には、「島田左兵衛、加納繁三郎、長野主膳らの奸計により、志士たちの書面を渡された渡辺が多くの者を捕縛し、それにより憂国赤心の者は地を払うに至った」と書かれていた。
文久3年（1863年）1月28日に千種家家臣賀川肇が暗殺された時、刺客は壁に賀川の罪状を箇条書きして去った。そこには先に暗殺された島田左近（島田左兵衛）や渡辺らとともに安政の大獄での弾圧の片棒を担いだことが賀川が殺された理由であると記されていた。